# Copelatus capensis
Copelatus capensis är en skalbaggsart som beskrevs av Sharp 1882. Copelatus capensis ingår i släktet Copelatus och familjen dykare. Inga underarter finns listade i Catalogue of Life.